# Paul, Mick e gli altri
Paul, Mick e gli altri (The Navigators) è un film del 2001 diretto da Ken Loach.
Il film affronta i problemi degli operai inglesi seguiti alla privatizzazione delle ferrovie britanniche avvenuta nel 1995. Il film è stato presentato in concorso alla Mostra del cinema di Venezia.

## Trama
Gli operai di un deposito dello Yorkshire affrontano la privatizzazione del servizio di manutenzione delle ferrovie statali per il quale lavorano. Il nuovo soggetto privato fa capire subito che i diritti sindacali acquisiti negli anni sono da intendersi cancellati. Molti approfittano di una discreta buona uscita per andarsene subito, altri lo fanno dopo un po', altri – credendo ancora nel "posto sicuro" – resteranno fino ad essere comunque licenziati perché il sito risulterà essere improduttivo e quindi destinato a chiudere. Paul, Mick, John e Jim, affiatati amici ed esperti nel loro settore, usciti dal loro vecchio impiego, tornano a formare una squadra che riesce ad ottenere dei lavori attraverso un'agenzia interinale. Le condizioni però sono molto diverse da quelle di un tempo, dal punto di vista contrattuale e soprattutto dal punto di vista della sicurezza.
Accade così che nella sistemazione di una massicciata, Jim viene colpito da un convoglio in transito che il rumore e la scarsa visibilità non avevano permesso di avvertire in tempo. Con l'amico tramortito, Mick decide di non chiamare subito i soccorsi e convince Paul e John a spostare Jim dai binari alla strada. I tre simulano pertanto un investimento stradale perché fare emergere le precarie condizioni di sicurezza in cui effettivamente operavano sui binari avrebbe compromesso fatalmente il loro futuro lavorativo. Jim muore e i tre amici decidono di mantenere il segreto delle circostanze del suo incidente, per poter salvare il loro posto di lavoro.

## Produzione
La sceneggiatura è ad opera di Rob Dawber, un ex dipendente delle ferrovie e attivista che, licenziato dall'azienda si reinventò scrittore. I fatti narrati sono ispirati dal fallimento delle società ferroviarie Connex South Central e Connex South Eastern. La società Connex perse la concessione per entrambe le linee ferroviarie per la cattiva gestione.
Letta la storia di Dawber, Ken Loach decise di portarla subito sul grande schermo. Solo una settimana dopo questa notizia Dawber scoprì di essere malato di mesotelioma, un cancro del polmone tipico di chi ha lavorato a lungo con l'amianto, come i manutentori ferroviari. Dawber morì nel febbraio 2001, a 45 anni, a film completato, ma non ancora uscito nelle sale.